# Franz Joseph Grienwaldt
Franz Joseph Grienwaldt,  (auch Grienwald, Grünwald,  * 17. März 1708 in Wolfratshausen; † 11. Juli 1743 in München) war ein deutscher Mediziner, landständischer Arzt in München sowie Leibarzt des  Fürstbischofs von Freising.

## Leben und Wirken
Franz Joseph Grienwaldt studierte bei Johann Adam Morasch an der Universität Ingolstadt Philosophie und Arzneiwissenschaft, verließ die Universität nach einem philosophischen Streit mit den Jesuiten, wurde an der Universität Altdorf zum Doktor der Medizin promoviert und wirkte in der Folge als landständischer Arzt in München sowie als Leibarzt des Fürstbischofs von Freising, Herzog Johann Theodor von Bayern.
Grienwaldt war Anhänger der von seinem Lehrer Johann Adam Morasch in Ingolstadt eingeführten und gelehrten atomistischen Philosophie, die er mit Morasch und dem Benediktiner vom Kloster Seeon Fructuosus Scheidsach (1683–1749) entschieden verteidigte. Um eine etwaige Professur von ihm zu verhindern schrieb der Jesuit Franz Xaver Stängl, Professor am neu errichteten Lyceum in München, gegen Grienwaldt und bewirkte, dass einige der von Franz Joseph Grienwaldt verfassten Schriften eingezogen und verboten wurden.
Franz Joseph Grienwaldt war Mitglied und Naturwissenschaftlicher Mitarbeiter der 1720 in München von dem Augustiner-Chorherren Eusebius Amort und den Augustinern Gelasius Hieber aus München und Agnellus Kandler (1692–1745) gegründeten Gelehrtengesellschaft Academia Carolo-Albertina, deren offizielle Anerkennung als Akademie zwar nie zustande kam, die aber ab 1722 den Parnassus Boicus, oder neu-eröffneter Musen-Berg herausgab. Grienwaldt veröffentlichte zahlreiche wissenschaftlichen Schriften zu unterschiedlichen Themenbereichen.
Unter der Präsidentschaft von Andreas Elias Büchner wurde Franz Joseph Grienwaldt am 10. November 1737  unter der Matrikel-Nr. 476 mit dem akademischen Beinamen Polybius II. zum Mitglied der Leopoldina gewählt.
Franz Joseph Grienwaldt starb an den Folgen eines Verkehrsunfalles.

## Schriften
- Dissertatio physico-medico inauguralis De vita plantarum. Kohlesius, Altdorfium 1732 (Digitalisat)
- Novitii Gratiosi Ordinis Medicorum In Methodo Discendi Medicinam Oppido Scrupulosi, Studio, quod est Ingolstadii, Medico accommodati Caput I. De iis Quae, ante accessa Medicinae sacra, futuro Medico trutinanda veniunt: In Alma & Electorali Universitate Ingolstadiensi Speciali, ac in Huiate Celeberrima Facultate hucusque nunquam solito Inclyti Collegii Medici Permissu Compositum & Academicae Concertationi expositum. Ingolstadt 1732 (Digitalisat)
- Album Bavariae iatricae seu catalogus celebrorum aliquot medicorum. München 1733 (Digitalisat)
- Biographia D. Joannis Adami Morasch Ser. ac Potentiss. Princ. El. Bav. &c. &c. à Consil. Ingolstadt 1735 (Digitalisat)